# Philip Bester
Philip Bester (Sonthofen, 6 de outubro de 1988) é um tenista profissional canadense, nascido na Alemanha.